# KF Përmeti
Klubi Futbolli Përmeti is een Albanese voetbalclub uit Përmet. De club komt veelal uit in de Kategoria e Dytë en de Kategoria e Tretë, de lagere niveaus van Albanië.
Groep A (noord): Arnisa · Bulqiza · Eagle · Kinostudio · Klosi · Shënkolli · Përmeti · Prestige

Groep B (zuid): Albpetrol · Gramozi · Himara · Këlcyra · Osumi · Skrapari · Tepelena